# 회로 설계
회로 설계(Circuit design) 프로세스는 복잡한 일렉트로닉스 시스템부터 집적 회로 내의 개별 트랜지스터에 이르는 시스템을 포괄할 수 있다. 단순한 회로에 대해서는 계획적이거나 구조화된 설계 프로세스 없이 한 사람이 설계 프로세스를 수행할 수 있는 경우가 많다. 그럼에도 불구하고 지능적으로 안내되는 컴퓨터 시뮬레이션을 통해 체계적인 접근 방식을 따르는 설계자 팀은 보다 복잡한 설계에 점점 더 보편화되고 있다. 집적 회로 설계 자동화에서 "회로 설계"라는 용어는 종종 집적 회로의 회로도를 출력하는 설계 주기의 단계를 나타낸다. 일반적으로 이는 논리 설계와 물리적 설계 사이의 단계이다.

## 관련 소프트웨어
- Altium Designer
- GEDA
- KiCad
- 오어캐드
- SPICE (전자 회로 시뮬레이션)

## 같이 보기
- 전자 설계 자동화
- 집적 회로 설계